# Cézium-lítium-borát
A cézium-lítium-borát (CLBO) nemlinerális kristály, képlete CsLiB6O10. Ultraibolya lézersugárzás előállítására használható, az Nd:YAG lézer 1064 nm-es hullámhosszának negyedik és ötödik felharmonikusát generálja (266 és 213 nm). Higroszkópossága rontja nemlineáris optikai tulajdonságait.

## Fordítás
Ez a szócikk részben vagy egészben  a   Caesium lithium borate című angol Wikipédia-szócikk fordításán alapul.  Az eredeti cikk szerkesztőit annak laptörténete sorolja fel. Ez a jelzés csupán a megfogalmazás eredetét és a szerzői jogokat jelzi, nem szolgál a cikkben szereplő információk forrásmegjelöléseként.